# Rhynchostracion nasus
Ostracion nasus · Poisson-coffre à museau court
Espèce
Synonymes
- Ostracion nasus Bloch, 1785[1]
- Phynchostracion nasus (Bloch, 1785)[1]
- Rhynchostracion nasus[2]
- Ryncostracion nasus (Bloch, 1785)[1]

Rhynchostracion nasus, communément appelé Poisson-coffre à museau court est une espèce de poissons-coffres qui se rencontre dans l'océan Indien et l'océan Pacifique. 

## Systématique
Selon les sources, cette espèce est soit considérée comme étant du genre Rhynchostracion (ce qui est le choix du WoRMS et de FishBase), soit sous Ostracion (pour l’ITIS notamment).

## Noms vernaculaires
En français, cette espèce est appelée :
- Coffre - aux Seychelles
- Coffre à points bleus - en Nouvelle-Calédonie
- Poulet de la mer - en Nouvelle-Calédonie

En anglais et selon les régions : Boxfish, Cowfish, Shortnose boxfish, Small-nosed boxfish, Trunkfish.

## Description
La taille maximale connue pour Rhynchostracion nasus est de 30 cm.